# 芒德区
芒德区（法語：Arrondissement de Mende）是法国奧克西塔尼大區洛泽尔省所辖的一个区。总面积3479.4平方公里，总人口63402，人口密度18人/平方公里（2017年）。主要城镇为芒德。

## 辖区
芒德区辖有114个市镇。